# Steven Goldstein
Steven Goldstein é um dos mais renomados pilotos colombianos em atividade. Sua carreira teve início em 2002 quando, convidado a participar de um curso de formação de pilotos na escola de pilotagem da BMW na Alemanha, foi incentivado pelos seus professores a seguir carreira como profissional. 
Logo em 2004 conquistou o Campeonato de Fórmula 2000 nos Estados Unidos com 8 vitórias e 11 pódios.
Tendo em mãos o prestigioso título, Steven recebeu uma oferta da Equipe Oficial Audi Sport Itália para correr na Europa. Membro do time, mudou-se para Barcelona, onde viveu por 2 anos como piloto e como instrutor para a RACC Renault no Circuit de Catalunya.

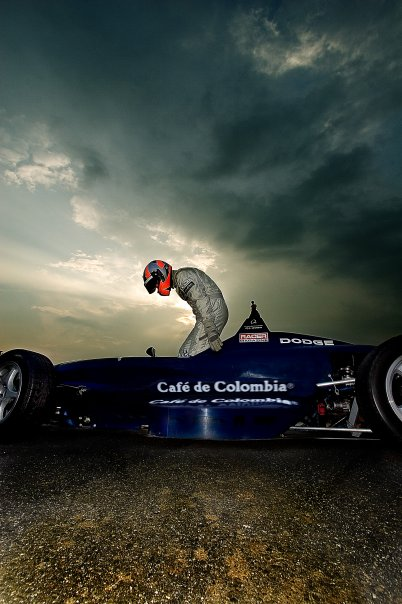
Este é o carro que levou Steven Goldstein para ganhar a Fórmula 2000 Championship nos EUA

Steven deu seu próximo passo no mundo da velocidade em 2006 no Campeonato Euro Superstars, onde ele conquistou o titulo de Estreante do Ano (Rookie of the Year)  entre outros 25 pilotos, fruto de seus resultados impressionantes e de sua rápida capacidade de adaptação.
Em 2007 o piloto colombiano foi essencial na conquista do Campeonato de Construtores  por parte da Audi Sport Itália, a qual renovou seu contrato por mais 2 anos. Gianni Morbidelli (ex-piloto da Scuderia Ferrari Formula 1) e Dino Capello (Campeão das 24 horas de Le Mans e da American Le Mans Series) foram seus companheiros.

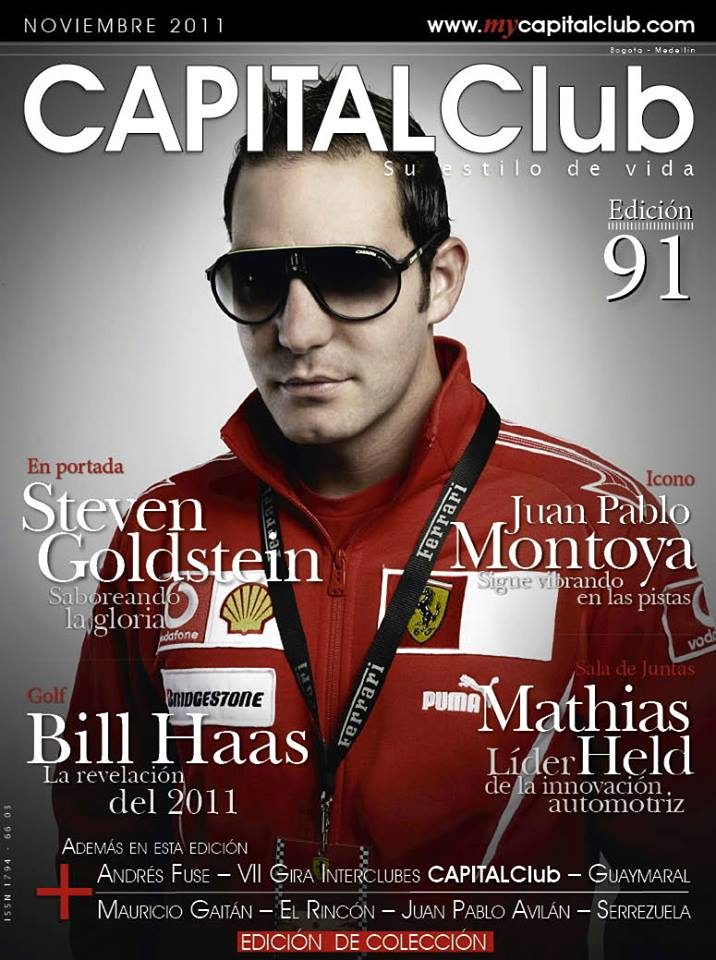
Steven Goldstein na capa da Capital Club Magazine, Novembro 2011

## Treinamento
Além da carreira de piloto, Steven também é formado em Marketing pela American Univesity, nos Estados Unidos, onde colou grau Magna cum laude. Atualmente ele está cursando um MBA na Universidade Luigi Bocconi, em Milão, e terminou há pouco um estágio junto à Saatchi & Saatchi.
Desde o início de sua carreira, Steven é patrocinado pelo Café de Colombia e, mais recentemente, pela Pirelli. Ele também é embaixador da "Mas Arte, Menos Minas", uma organização sem fins lucrativos liderada pelo governo colombiano cujo objetivo é erradicar as minas explosivas e da apoio às suas vítimas.